# إيرن زازيانس
إيرن زازيانس (بالأرمنية: Իրեն Զազյանց)‏ (بالفارسية: ایرن زازیانس) والمعروفة باسم إيرن (20 أغسطس 1927 - 28 يوليو 2012)؛ ممثلة إيرانية أرمنية في مجال السينما والتلفزيون، تعد جزءًا من الحركة السينمائية الإيرانية الجديدة، قبل وبعد ثورة 1979، وتعاونت مع أسماء فنية كثيرة مثل صموئيل خاشكيان، أمير نادر، نصرت كريمي، مسعود كيميايي، وعلي رضا داود نجاد. تم حظر فيلميها بعد الثورة، وهما الخط الأحمر  من إخراج كيجماي، وThe Reward إخراج داود نجاد.

## النشأة
وُلدت إيرن في عائلة أرمنية هاجرت إلى بابلسر في إيران بعد أن نجت من الإبادة الجماعية للأرمن. كان والدها ألكسندر زازيانز وكان اسم والدتها فاريا. كان والدها من غرب أرمينيا، بينما كانت والدتها من الشرق. ترتيب ايرين بين أفراد العائلة هو الرابع، لكن جميع الأطفال الثلاثة الأوائل ماتوا لأسباب مثل المرض.  ذهبت إلى مدرسة «شحدخت» في بابلسر. بدأت التمثيل في مسرح فردوسي عندما كانت في التاسعة عشرة من عمرها. في عام 1951 انضمت إلى مجموعة نوشين في المسرح السعدي، حيث قامت بأداء الأعمال بما في ذلك مروحة الليدي ويندرميرر للكاتبأوسكار وايلد تزوجت من محمد عاصمي، وهو أيضًا ممثل في مسرح نوشين، عندما كانت في السادسة عشرة من عمرها.

## النشاط الفني
ظهرت ايرين في أربعة مسلسلات تلفزيونية. بدور مهدي عليا (والدة ناصر الدين شاه ) في سلطان الصاحبغاني إخراج علي حاتمي عام 1976. تم قطع دورها في هيزار دستان، سلسلة أخرى من إخراج علي حاتمي. بعد الثورة الإيرانية مُنعت من المشاركة في أي نشاط فني ثم سافرت إلى ألمانيا، حيث أكملت تدريبها كطبيبة تجميل. عادت إلى إيران في عام 1986، خلال أقسى أوقات الحرب بين إيران والعراق. كان آخر أداء لها في السينما في شيرين في عام 2008، فيلم من إخراج عباس كيارستمي.

## الوفاة
عانت ايرين من سرطان الرئة في العقد الأخير من حياتها. بعد إجراء ثلاث عمليات جراحية وكانت تعمل بشكل أقل على النحو الذي أوصى به أطبائها. توفيت في 28 يوليو 2012 في طهران. دفنت في المقبرة الأرمنية في طريق خافاران في جنوب شرق طهران.

## روابط خارجية
- إيرن زازيانس على موقع IMDb (الإنجليزية)
- إيرن زازيانس على موقع قاعدة بيانات الفيلم (الإنجليزية)